# Битва при Киноскефалах (364 до н. э.)
Битва при Киноскефалах (др.-греч. μάχη των Κυνός Κεφαλών) — сражение, происходившее в июле 364 года до н. э. при Киноскефалах в ходе Беотийской войны между фиванским войсками под командованием Пелопида, с одной стороны, и ферскими войсками под командованием Александра Ферского с другой.
Из-за попыток Александра Ферского объединить всю Фессалию под своим руководством некоторые фессалийские города решили обратиться за помощью к Фивам, которые были в то время сильнейшим полисом в Греции. Фиванцы совершили четыре похода в Фессалию, во время которых так и не добились решающей победы. Новый поход против ферского тирана закончился победой при Киноскефалах, но фиванский полководец Пелопид пал в бою.

## Предыстория
В 370 до н. э. в результате заговора был убит правитель (тагос) Фессалии Ясон Ферский. После его смерти правителями стали братья Ясона Полидор и Полифрон. Вскоре Полидор был убит, как предполагает Ксенофонт, своим братом Полифроном, а затем сын Полидора Александр отомстил за отца. Став в 369 до н. э. правителем Фер, Александр проявил себя жестоким тираном и ввёл режим террора. Начав завоевание Фессалии, он натолкулся на сопротивление некоторых фессалийских городов во главе с Лариссой, которые попросили фиванцев о помощи. Александр же обратился к Афинам и обещанием экономических выгод добился их поддержки. Фиванцы отправили в Фессалию армию во главе с Пелопидом. Он освободил Лариссу и организовал новый независимый Фессалийский союз.
Однако после ухода фиванцев Александр перешёл в наступление на фесалийские города и вновь стал проводить политику террора. Фессалийцы опять отправили послов в Фивы. Пелопид предполагал решить этот вопрос дипломатическим путём, и потому он вместе с беотархом Исмением отправился в Фессалию как посол, без войска. Но Александр арестовал их и посадил в тюрьму.
В ответ фиванцы осенью 368 до н. э. отправили армию в Фессалию. Но военачальники этой армии не достигли успеха и отступили. Тогда фиванцы отправили весной 367 до н. э. против Александра Эпаминонда. Ему удалось освободить Пелопида и Исмения, после чего он заключил перемирие и отступил в Беотию.
В 364 до н. э. фиванцы по просьбе фессалийцев отправили войско в Фессалию. Во главе войска встал Пелопид, желавший отомстить Александру за своё пленение. Ему дали 7 тыс. человек и приказали как можно скорее двигаться в Фессалию. Возможно, это решение было связано с возрастанием активности фиванцев на море и стремлением закрепиться в фессалийских портах. Во время подготовки к походу произошло солнечное затмение. По расчётам современных астрономов, это случилось 13 июля 364 года до н. э. Оно вызвало множество суеверий, а некоторые прорицатели предсказывали этим смерть Пелопида .
Пелопид, не желая терять времени, выступил в поход без гражданского ополчения с 300 всадниками и небольшим отрядом наёмников. В Фарсале к нему присоединились союзные фессалийцы. Александр с 20-тысячным войском (в основном состоявшим из наёмников) двинулся ему навстречу и расположился у Киноскефал. Пелопид свой лагерь разбил там же.

## Сражение
Когда он прибыл в Фессалию и обнаружил, что Александр, опередив его, занял выгодные позиции, разместив там более 20000 воинов, то расположился лагерем напротив врага. Затем, добавив к своим силам союзные контингенты из числа фессалийцев, начал сражение со своим противником. Хотя Александр имел преимущество, занимая возвышенность, Пелопид стремился решить исход боя собственным мужеством и сразиться с самим Александром. Властелин, окружённый отборными воинами, упорно сопротивлялся, так что возникло кровопролитное сражение, в ходе которого Пелопид, проявляя подвиги, покрыл землю вокруг себя мёртвыми телами. И хотя он выиграл сражение, обратил врага в бегство и одержал победу, он потерял свою собственную жизнь и, страдая от полученных ран, погиб геройски.
Между двумя лагерями находились высокие покатые холмы. И Пелопид, и Александр решили занять холмы пехотой, а конницу Пелопид отправил против конницы ферского тирана в обход холмов. На равнине фессалийско-фиванские всадники одержали победу и начали преследование ферских конников, но Александру удалось занять холмы
Фессалийские гоплиты атаковали холмы, однако их атака была отбита. Тогда сам Пелопид начал атаку на холмы, и ему удалось пробиться. Кроме того, подоспевшие всадники Пелопида атаковали с тыла войска Александра. Пелопид решил отыскать ферского тирана и убить его. Увидев Александра, он стал вызывать его на поединок, но тот укрылся в рядах своих телохранителей. Пелопиду не удалось прорваться сквозь ряды наёмников, и он, забросанный издалека копьями, пал. Между тем фессалийцы и фиванцы завершили разгром армии Александра.

## Итоги
Фессалийцы и фиванцы одержали крупную победу, разгромив основные силы Александра. Узнав о смерти Пелопида, фиванцы немедленно отправили в Фессалию 7 тыс. гоплитов и 700 всадников под предводительством Малкита и Диогитона, которые нанесли ферскому тирану новое поражение. Александр был вынужден вернуть фессалийцам их города и ограничиться Ферами, Пагасами и южной Магнесией, а также вступить в союз с Фивами; большая часть Магнесии и фтиотидская Ахайя поступали под фиванский протекторат. Александр в качестве союзника Фив участвовал в походе на Пелопоннес и последнем сражении Беотийской войны при Мантинее.